# Меліса Асли Памук
Меліса Асли Памук (тур. Melisa Aslı Pamuk; нар. 14 квітня 1991) — турецька акторка і модель, голландського походження. Міс Туреччина 2011 року.

## Біографія
Меліса народилася 14 квітня 1991 року в Гарлемі, в Нідерландах. В 2011 році вона стала «Міс Туреччина», після чого отримала роль у серіалі «Між небом і землею». Грала в таких серіалах як «Чорна кішка» і «Ах, Стамбул», «Курт Сеїт і Шура». З 2015 по 2017 рік Меліса виконувала роль Асу в серіалі «Чорна любов» з Бураком Озчивітом і Несліхан Атагюль. Меліса досконало володіє англійською, німецькою, турецькою, голландською і трохи французькою мовою.

### Конкурси краси

#### Міс Туреччина 2011
Мешканка Стамбула, Меліса змагалася в конкурсі міс Туреччина, який відбувся в ТІМ Show Center у Стамбулі 2 червня 2011 року та отримала титул Міс Туреччина 2011.

#### Міс Всесвіт
В якості офіційного представника своєї країни, вона брала участь в Міс Всесвіт 2011 в Бразилії, але перше місце не отримала.

## Фільмографія
| Рік         |   | Українська назва                  | Оригінальна назва        | Роль            |
| ----------- | - | --------------------------------- | ------------------------ | --------------- |
| 2011 — 2013 | с | Між небом і землею                | Yer Gök Aşk              | Севда Нарлен    |
| 2012        | с | Чорна кішка                       | Kara Kedi                | Ельмас          |
| 2014        | с | Курт Сеїт і Шура                  | Kurt Seyit ve Şura       | Айше            |
| 2014        | с | Ах, Стамбул                       | Ulan, Istanbul           | Зейнеп          |
| 2014        | с | Кожна любов - нова розлука        | Her Sevda Bir Veda       | Азад            |
| 2015 — 2017 | с | Нескінченне кохання               | Kara Sevda               | Асу             |
| 2018        | с | Зіткнення                         | Çarpisma                 | Cemre Gür       |
| 2020        | с | Нове життя                        | Yeni Hayat               | Ясемін Каратан  |
| 2021        | ф | Замок                             | Kilit                    | Selin           |
| 2021        | с | -                                 | Kırmızı Oda              | Mitra Şerifi    |
| 2022        | с | Мрії та життя                     | Hayaller Ve Hayatlar     | Setenay         |
| 2022        | ф | -                                 | Garip Bülbül Neşet Ertaş | Beyhan          |
| 2023        | с | Его — чоловікам не можна довіряти | EGO                      | Сібель Кораслан |